# Komlósd
Komlósd es un pueblo ubicado en el distrito de Barcs, en el condado de Somogy, Hungría.

## Superficie
Posee una superficie de 7,46 kilómetros cuadrados.

## Demografía
Hasta 2023 la población era de 166 habitantes, con una densidad de población de 22,25 habitantes por kilómetro cuadrado.